# Charles Ross (manzana)
Charles Ross es una variedad cultivar de manzano (Malus domestica).
Criado por Charles Ross en "Welford Park Gardens", Newbury, Berkshire. Se exhibió al público por primera vez en 1890 con el nombre de 'Thomas Andrew Knight', pero se le cambió el nombre a 'Charles Ross' a pedido de su empleador, el Capitán Carstairs en 1899. Recibió un Premio al Mérito y un Certificado de Primera Clase de la Royal Horticultural Society en 1899. Las frutas tienen una textura bastante gruesa, jugosa y dulce con un sabor moderado.

## Sinonimia
- "Ross",
- "Sharl Ross",
- "Thomas Andrew Knight".

## Historia
'Charles Ross' es una variedad de manzana, desarrollado cruzando como Parental -Madre a 'Peasgood's Nonsuch' con polen de 'Cox's Orange Pippin' como Parental-Padre a finales del siglo XIX por Charles Ross, jardinero jefe de "Welford Park Gardens" en Newbury, Berkshire (Reino Unido). Inicialmente llamada manzana 'Thomas Andrew Knight' en reconocimiento al presidente de la "Royal Horticultural Society of Britain". Se presentó al público en general en 1890 y recibió el Premio al Mérito de la Royal Horticultural Society de 1899. Poco después, pasó a llamarse manzana 'Charles Ross' en honor a su desarrollador y recibió su Certificado de Primera Clase con ese nombre.
'Charles Ross' se cultiva en la National Fruit Collection (Colección Nacional de Fruta) de Reino Unido donde está cultivada con el número de accesión: 1979-156' y nombre de accesión: Charles Ross (LA 69A). También se encuentra ejemplares vivos en el huerto colección de manzanas para la elaboración de sidra del "Tidnor Wood National Collection® of Malus".

## Características
'Charles Ross' es un árbol moderadamente vigoroso, erguido. Un árbol resistente que se cría bien en suelos calcáreos. Tiene un tiempo de floración que comienza a partir del 7 de mayo con el 10% de floración, para el 11 de mayo tiene una floración completa (80%), y para el 18 de mayo tiene un 90% de caída de pétalos.
'Charles Ross' tiene una talla de fruto mediano; forma truncado cónica, a veces torcido de un lado, con una altura promedio de 45.00mm y una anchura promedio de 55.00mm; epidermis con color de fondo amarillo blanquecino, se asemeja a su ascendencia 'Cox's Orange Pippin' pero con una piel más amarilla, con color del sobre color rubor de rojo anaranjado fuertemente veteada con color más intenso, con distribución del sobre color chapa / rayas, importancia del ruginoso-"russeting" (pardeamiento áspero superficial que presentan algunas variedades) débil; pedúnculo medio y de calibre medio, colocado en una cavidad moderadamente profunda y abierta, a menudo con ruginoso-"russeting"; cáliz con la anchura de la cavidad calicina media, profundidad de la cavidad calicina media, ojo pequeño, abierto; pulpa de color crema, textura de grano grueso, jugoso y bastante picante al principio, pero se vuelve más dulce a medida que madura en almacenamiento, su sabor tiene notas de miel y pera, pierde su fragancia y se vuelve muy seco cuando se mantiene más de cinco meses en almacenamiento.
Su tiempo de recogida de cosecha se inicia a mediados de septiembre. Se mantiene cinco meses en almacenamiento en frío.

## Progenie
'Charles Ross' tiene en su progenie como Parental-Madre, a las nuevas variedades de manzana:
- Wayside
- Guelph

'Charles Ross' tiene en su progenie como Parental-Padre, a la nueva variedad de manzana:
- Eros

'Charles Ross' tiene en su progenie como Desporte, a la nueva variedad de manzana:
- Red Charles Ross

## Usos
Se utiliza como una manzana para cocinar, ideal para tartas y otras recetas que requieren que las manzanas mantengan su forma. Hace un buen jugo de manzana cuando se cosecha por primera vez. También se utiliza como elemento dulce-picante en la elaboración de sidra.

## Ploidismo
Diploide, parcialmente autofértil, para los cultivos es necesario un polinizador compatible. Grupo D Día 13.

## Susceptibilidades
- Muy resistente a la sarna del manzano.[6]